# Micraira brevis
Micraira brevis är en gräsart som beskrevs av M.D.Barrett och Russell Lindsay Barrett. Micraira brevis ingår i släktet Micraira och familjen gräs. Inga underarter finns listade i Catalogue of Life.